# Eugeniusz Malinowski (aktor)
Eugeniusz Malinowski, Evgen Malinovskiy, ros. Евгений Малиновский (ur. 18 marca 1967 w Biełowie w ZSRR, obecnie Rosja) – rosyjski aktor, piosenkarz, gitarzysta, dyrygent. Od 1992 roku mieszka w Polsce.

## Życiorys
Po ukończeniu szkoły średniej na Syberii studiował w Kiemierowskiej Państwowej Wyższej Szkole Sztuk i Kultury na wydziale Dyrygenta Orkiestr Estradowych. W 1992 roku przyjechał do Polski, by poznać kraj, z którego pochodził jego dziadek. Propaguje muzykę rosyjską, zwłaszcza utwory Bułata Okudżawy i Włodzimierza Wysockiego. Specjalizuje się w poezji śpiewanej i piosence aktorskiej. Tworzy także muzykę własną do tekstów innych poetów.
Od 1993 roku jest często zapraszany do udziału w produkcjach filmowych i telewizyjnych, w jego dorobku aktorskim ponad 60 ról filmowych i teatralnych, w Polsce i zagranicą. Występuje aktywnie także na scenach muzycznych w Polsce i dla Polonii na całym świecie. 
Jeszcze w Rosji udzielał się jako muzyk, grając na gitarze basowej. Znalazł się w ENCYKLOPEDII OMSKIEJ SCENY ROCKOWEJ 1965-2003 wydanej w Omsku (Rosja) w 2004 roku. W latach 1994–2000 współtworzył zespół rockowy Hippocampus, w którym również grał na gitarze basowej. Od 1997 do 2001 wiele razy uczestniczył w przygotowywaniu i realizowaniu projektów grupy muzycznej Zdobywcy Pewnych Oskarów. Następnie, w latach 2002-2003, pracował jako gitarzysta basowy z Krzysztofem Wałeckim (projekt Sapo). Nawiązał też współpracę z kanadyjskim gitarzystą i wokalistą bluesowym polskiego pochodzenia – Lesterem Kidsonem. 
Obecnie koncentruje się na karierze solowej. Pracuje nad własnymi projektami rockowymi i jazzowymi. Od 2004 roku występuje z programem Syberyjski bard zaprasza z utworami Władimira Wysockiego, Aleksandra Rosenbauma i Bułata Okudżawy, które wykonuje przy własnym akompaniamencie na gitarze akustycznej. Jego interpretacje znacznie odbiegają od pierwowzorów.
Występy w filmach i serialach rozbudziły w E. Malinowskim chęć zostania zawodowym aktorem. W związku z tym podjął studia na wydziale aktorskim Wyższej Szkoły Komunikowania i Mediów Społecznych im. Jerzego Giedroycia w Warszawie. Ukończył je w 2009 roku z wyróżnieniem i w ramach wymiany między uczelniami partnerskimi studiował dodatkowe pół roku (jeden semestr) na wydziale aktorskim na Northeastern Illinois University w Chicago (USA). 
Za swoją ulubioną rolę uważa kreację Włodzimerza Wysockiego w spektaklu RAJSKIE JABŁKA, który był grany w Teatrze Polonia Krystyny Jandy w Warszawie w latach 2007-2013.
Od 2010 roku E. Malinowski prowadzi również własną Fundację na rzecz zbliżania kultur OPEN ART. Jako prezes tej Fundacji jest organizatorem dwóch corocznych festiwali,
Międzynarodowy Festiwal Zbliżenia Kultur, oraz Międzynarodowy Festiwal Pieśni i Poezji W.Wysockiego „Tropami Wysockiego - pieśni narowiste”. Współuczestnicy też w organizacji wydarzeń artystycznych innych Fundacji w Polsce i zagranicą. W ramach projektu „Syberyjski bard zaprasza” organizuje koncerty i spotkania artystyczne z innymi artystami, aktorami pisarzami, pieśniarzami, podróżnikami i wybitnymi osobowościami ze świata polskiej kultury.
W latach 2020–2022 prowadził autorski program telewizyjny „Syberyjski Bard Zaprasza” na kanale TVP-3 Białystok.

## Filmografia
- 1994: Miasto prywatne (reż. Jacek Skalski)
- 1994: Szczur (reż. Jan Łomnicki)
- 1999: Na koniec świata jako Śpiewak rosyjski (reż. Magdalena Łazarkiewicz)
- 2001: Quo vadis (reż. Jerzy Kawalerowicz)
- 2010: 1920 Bitwa warszawska (reż. Jerzy Hoffman)
- 2014: Fotograf jako pułkownik (reż. Waldemar Krzystek)
- 2018: Wilkołak jako kierowca (reż. Adrian Panek)
- 2019: ’’UKRYTA GRA’’ jako człowiek delegacji rosyjskiej (reż. Łukasz Kośmicki)

### Seriale
- 1993-1994: Zespół adwokacki (reż. Andrzej Kotkowski)
- 1994: Jest jak jest jako Rosjanin
- 1995: Ekstradycja jako Sasza, Rosjanin wychodzący z kantoru "Sytego" (reż. Wojciech Wójcik)
- 1997: Boża podszewka jako partyzant sowiecki (reż. Izabella Cywińska)
- 2000-2001: Plebania jako Bolek, goryl Borunia (reż. różni)
- 2002: Lokatorzy jako Sasza, mężczyzna przysłany przez Patrycję (reż. Feridun Erol)
- 2002: Na dobre i na złe jako robotnik (reż. Teresa Kotlarczyk)
- 2002: Bao-Bab, czyli zielono mi jako Żenia, sprzedawca bomby (reż. Krzysztof Lang)
- 2004: Fala zbrodni jako Paweł Zimin (reż. Okił Khamidow)
- 2005: Boża podszewka II (reż. I. Cywińska)
- 2005: Bulionerzy jako bard (reż. Andrzej Kostenko)
- 2005: Fala zbrodni jako Jasir (reż. Waldemar Krzystek)
- 2005: Kryminalni jako "Żaku" (reż. Piotr Wereśniak)
- 2005: Pensjonat pod Różą jako Andriej Trenkowski (reż. Maciej Wojtyszko)
- 2005: Plebania jako Rosjanin (reż. różni)
- 2007: Odwróceni jako Dymitr (reż. Michał Gazda, Jacek Filipiak)
- 2008: Na dobre i na złe jako Wołodia (reż. Grzegorz Lewandowski)
- 2012: Komisarz Alex jako Artiom (odc. 25)
- 2013: Pierwsza miłość jako Borys Filipow
- 2013: Barwy szczęścia jako Dymitr
- 2013: Szkoła życia jako Waldemar, ojciec Julki (odc.43)
- 2014: ’’Wataha’’ jako Wasyl (odc.1)
- 2015: ’’Historia Roja’’ jako sołdat w sadzie (odc.5)
- 2016: ’’Komisja Morderstw jako attache rosyjski (odc.209/2)
- 2018: ’’W rytmie serca jako Aram Degestnanczyk (odc.27)
- 2018: ’’Młody Piłsudski jako sybirak Maksymow (odc.2)
- 2018: ’’Leśniczówka jako Borys (odc.36-75) z kontynuacją w 2019 (odc.80-89)
- 2018: ’’KRUK. Szepty słychać po zmroku jako „Ruski” (odc.2,6)
- 2020: ’’Mały Zgon jako rosyjski pogranicznik (odc.10)
- 2021: ’’KRUK. Czorny woron nie śpi jako „Ruski” (odc.1,2,3,4)
- 2021: ’’Cień jako Anatol Semeniuk (odc.13)
- 2022: ’’Korona Królów. Jagiellonowie jako kupiec litewski Jonas (odc.9,10)
- 2013: ’’Polowanie na ćmy jako dowódca (odc.4,6)
- 2023: ’’Dziewczyna i Kosmonauta jako profesor Andriej Davidov.

### Dubbing
- 2006: Kryminalni jako Vadim Grinko (reż. P. Wereśniak)
- 2013: ’’Syberiada Polska’’ piosenka „Marsz Wesołych Rebiat” - wykonanie

## Spektakle teatralne (wybór)
- 1998: Duże i małe (reż. Piotr Łazarkiewicz, Teatr Telewizji)
- 2007: Rajskie jabłka (reż. Żanna Gierasimowa, Teatr Polonia w Warszawie) jako Włodzimierz Wysocki
- 2009: ’’Trzy siostry’’ (przedstawienie dyplomowe) jako Czebutykin
- 2009: Łysa śpiewaczka (przedstawienie dyplomowe) jako Mr.Smith[3]
- 2010: Teatr Telewizji ’’Czarnobyl. Cztery dni w kwietniu’’ (reż. Janusz Dymek) jako Sasza
- 2020: Teatr Telewizji ’’Negocjator’’ (reż. Jarosław Zamojda) jako pracownik ambasady

## Dyskografia
- 2004: Prolog
- 2008: Tropami Wysockiego – Pieśni narowiste
- 2011: Śladem Okudżawy
- 2019: Jedno serce – dwie Ojczyzny